# Ngâu Trung Bộ
Ngâu Trung Bộ hay gội Trung Bộ (danh pháp khoa học: Aglaia leptantha) là một loài thực vật thuộc họ Meliaceae. Loài này có ở Indonesia, Malaysia, Philippines, Singapore, Thái Lan, và có thể cả Việt Nam.